# Peperomia glandulosa
Peperomia glandulosa là một loài thực vật thuộc họ Piperaceae. Đây là loài đặc hữu của Ecuador.